# Sola Asedeko
Sola Asedeko es una actriz, cineasta y directora de cine nigeriana. Es conocida popularmente como Abeni por su papel principal en la película nigeriana del mismo nombre, producida y dirigida por Tunde Kelani.

## Biografía
Asedeko nació en el estado de Lagos, al suroeste de Nigeria. Asistió a Somori Comprehensive High en Ogba, donde obtuvo el Certificado Escolar de África Occidental antes de asistir a la Universidad de Lagos, donde obtuvo una licenciatura en arte teatral y posteriormente una maestría en administración pública.

## Carrera
Comenzó a actuar en 2006, el mismo año en que protagonizó Abeni, una película producida y dirigida por Tunde Kelani. La película la convirtió en un nombre familiar y la elección de Kelani en su galardonada película titulada The Narrow Path, donde también fue protagonista, interpretando a una joven pueblerina que debe elegir entre dos pretendientes. También ha participado en varias películas y telenovelas nigerianas.